# Priorado de Sião

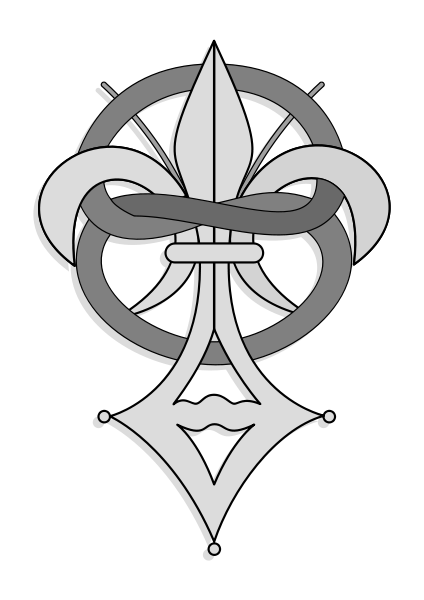
Suposto emblema oficial do Priorado de Sião que é parcialmente baseado na flor-de-lis, que era um símbolo particularmente associado à monarquia francesa.

O Priorado de Sião (em francês: Prieuré de Sion) é um grupo de variadas sociedades tanto verídicas como falsas, das quais se destaca uma sociedade fraternal francesa fundada em 1956 por Pierre Plantard.
De acordo com as divulgações de Pierre Plantard recolhidas pelos autores anglo-saxónicos Henry Lincoln, Michael Baigent e Richard Leigh e publicadas na obra The Holy Blood and the Holy Grail em 1982, o Priorado de Sião  seria uma sociedade secreta fundada em Jerusalém no ano de 1099 e que jurara proteger um segredo acerca do Santo Graal, entendido por estes autores como uma hipotética descendência humana de Jesus Cristo.
O Priorado de Sião se tornou assunto de controvérsia histórica e religiosa durante as décadas de 1960 e 1980. Durante o período de 1980 foi alegado pelo próprio Plantard que o Priorado não passava de uma conspiração com o objetivo de restaurar a monarquia francesa, porém muitos teólogos e historiadores persistem em crer que há um segredo sob o Santo Graal que envolve o Priorado.

## História

A flor-de-lis retratada no brasão de armas do Papa Paulo VI.

O Priorado de Sião foi fundado oficialmente como uma associação francesa em 20 de julho de 1956 na comuna de Annemasse. O pedido de autorização de constituição foi efetuado em 7 de maio de 1956, na Sub-Prefeitura de Polícia de Saint-Julien-en-Genevois (Alta Saboia), mediante uma carta assinada pelos quatro fundadores: Pierre Plantard (1920-2000), André Bonhomme, Jean Deleaval e Armand Defago.
A sede social estava estabelecida na casa de Plantard em Annemasse. O texto de constituição, conforme consta no Journal Officiel, número 167, segundo Pierre Jarnac, é o seguinte: "25 juin 1956. Déclaration à la sous-préfecture de Saint-Julien-en-Genevois. Prieuré de Sion. But: études et entr'aide des membres. Siège social: Sous-Cassan, Annemasse (Haute-Savoie)."
A escolha do nome faz referência a uma região da cidade Annemasse denominada Mont Sion, onde os fundadores se reuniam frequentemente. A sociedade também fazia uso da sigla CIRCUIT que significa em francês Chevalerie d'Instituições Règles et Catholiques d'Union Independente et Traditionaliste (Cavalaria da Instituição e Regra Católica e de União Independente Tradicionalista).
O Priorado de Sião,como tradição folclórica e original sulista francesa,demonstra uso de outras siglas,como "Et in Arcadia Ego",traduzída a expressão em algo aproximado a:"Estou em um baú hermético",e a segunda expressão,"In Hoc Signo Vincess",que traduzíndo,sería algo como,"Neste símbolo vencerás".
Segundo os estatutos do Priorado de Sião os principais objetivos desta sociedade eram:
"La constitution d'un ordre catholique, destiné à restituer sous une forme moderne, en lui conservant sont caractère traditionaliste, l'antique chevalier, qui fut, par son action, la promotrice d'un idéal hautement moralisateur et élément d'une amélioration constante des règles de vie de la personnalité humaine"
"A constituição de uma ordem católica, destinada a restituir numa forma moderna, conservando o seu carácter tradicionalista, o antigo cavaleiro, que foi, pela sua acção, a promotora de um ideal altamente moralizante e elemento de um melhoramento constante das regras de vida da personalidade humana".
Outros estatutos do Priorado também incluem a prestação de serviços de apoio ao Catolicismo Francês e até mesmo os membros fundadores da sociedade se auto-proclamavam aliados da Igreja Católica e descreviam o Priorado como uma autêntica sociedade Católica.
O Priorado foi oficialmente dissolvido em Outubro de 1956, porém revivido por Plantard entre 1961 e 1963. O Priorado de Sião é considerado oficialmente extinto pelas autoridades francesas já que não apresenta atividade perceptível desde a década de 1950. Segundo a Lei Francesa ninguém detém direitos legais sobre o Priorado de Sião e com o falecer de Plantard em 2000, nenhum cidadão francês possui direitos sobre o nome e estatuto do Priorado.

## Mitologia

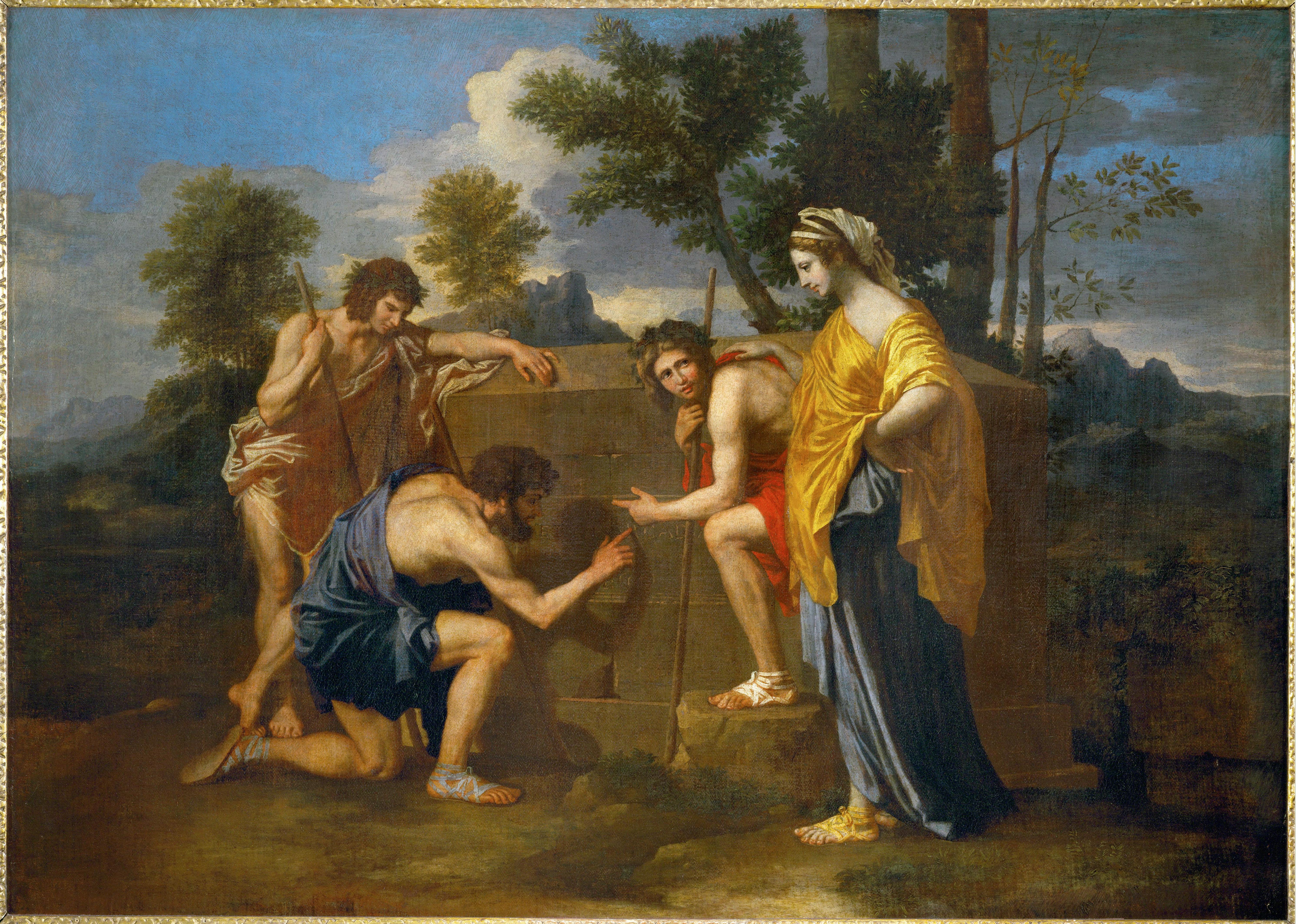
Os Pastores da Arcádia de Nicolas Poussin, também descrita como Et in Arcadia ego pelos membros do Priorado, é associada a esta sociedade.

De acordo com Pierre Plantard, o principal fundador do Priorado de Sião, esta sociedade teria contado entre os seus membros um grande número de personagens da história parcialmente ligadas ao ocultismo, às artes e às ciências. Dentre estes possíveis membros estão Nicolas Flamel, Leonardo da Vinci, Isaac Newton, Claude Debussy, Botticelli, Victor Hugo, Charles Nodier, Jean Cocteau e outros.
Segundo Plantard, o Priorado era a organização que influenciara de forma oculta outras sociedades como a Ordem dos Templários, a Ordem de Rosacruz e até mesmo os Maçons. De acordo com Lincoln, Baigent e Leigh, o Santo Graal seria o "sangue real" de Cristo (os autores sugerem como hipótese que a expressão "Saint Graal" seja lida como "sang real"), ou seja, a linhagem dos seus hipotéticos descendentes.
É frequente ver-se referida a obra de Thomas Malory (1405-1471), como uma prova de que certos autores medievais teriam usado a expressão sangreal no sentido de "sangue real". Neste romance sobre o Graal figura em abundância a expressão sangreal, mas também surge por vezes a expressão saynt greal. Deste modo, fica claro que Malory concatena por vezes as palavras saynt e greal para construir a expressão sangreal, sempre com o significado de "Santo Graal". A decomposição de sangreal em duas palavras distintas, sang e real, é uma invenção recente dos autores Lincoln, Baigent e Leigh, para tentar obter crédito para as suas teorias acerca de uma descendência de Jesus Cristo.
Nas temáticas do Priorado, majoritariamente compostas por Plantard e pelo seu amigo Phillipe de Chérisey (1925-1985) durante os anos 1960 e 1970, encontram-se também envolvidos outros temas e personagens históricos como a simbologia alquímica, o caso Gisors o padre Bérenger Saunière e a lenda do tesouro de Rennes-le-Château, os pintores Nicolas Poussin (1594-1665) e David Teniers (filho) (1610-1690), o cruzado Godofredo de Bulhão (1058-1100), o Papa João XXIII (1881-1963) e outros. Essencial na divulgação destas temáticas junto do grande público foi o jornalista Gérard de Sède (1921-2004), sobretudo através das suas obras Les templiers sont parmi nous (1962) e L'or de Rennes (1967).
No que diz respeito ao padre Bérenger Saunière e à lenda do tesouro de Rennes-le-Château, Plantard e Chérisey inspiraram-se na versão romanceada da vida do padre que fora criada por Noël Corbu a partir de 1953, ano em que este inaugurou o Hôtel de la Tour em Rennes-le-Château, no edifício que Saunière chamara de Villa Béthanie.
Chérisey iria compor, nos anos sessenta, dois famosos "pergaminhos" codificados. Estes pergaminhos serviriam, juntamente com uma resenha de documentos forjados (que inclui os famosos Dossiês Secretos) depositada na Biblioteca Nacional de Paris entre 1964 e 1977, para tentar legitimar Plantard como descendente merovíngio e herdeiro do trono de França. Juntamente com Plantard, Chérisey inspirara-se na lenda criada por Noël Corbu de que Saunière descobrira um tesouro com a ajuda de pergaminhos codificados que teriam sido encontrados na igreja de Santa Maria Madalena em Rennes-le-Château, no final do século XIX.
O mistério de Rennes-le-Château, publicitado inicialmente por Noël Corbu como um fabuloso tesouro para permitir a rentabilização turística do seu Hôtel de la Tour, passaria assim, sob a égide de Plantard e Chérisey, para uma nova fase na qual o carácter monetário de um hipotético tesouro seria desprezado e o carácter secretivo dos pergaminhos codificados surgiria como o verdadeiro mistério a descobrir. Plantard e Chérisey, com a ajuda de Gérard de Sède (durante um tempo, os três foram sócios na partilha dos lucros das vendas dos livros deste último), tudo fariam para adulterar a verdade histórica acerca da vida do padre Saunière, de forma a transformá-lo num ocultista e num esoterista, por outras palavras, numa pessoa influente nas sociedades secretas e no ocultismo francês, chegando a ser inventada uma fantasiosa viagem de Saunière a Paris, na qual o padre teria levado os ditos pergaminhos codificados para serem interpretados pelo erudito Emile Hoffet.
O historiador local René Descadeillas (1909-1986) é o autor da primeira obra historiográfica sobre as mistificações em torno de Rennes-le-Château, Mythologie du trésor de Rennes (1974). De forma clara, o autor explica como Gérard de Sède e Pierre Plantard começaram a montar o "dossiê" Rennes-le-Château, composto sobretudo de recortes e colagens que misturavam pessoas e factos reais com ficção e fantasia:
"Em 1965, apareceu na região uma personagem que não estávamos acostumados a encontrar. Era um jornalista, o senhor de Sède. Vinha de Paris. Era conhecido por ter, dois anos mais cedo, publicado na editora Julliard um livro, «Les Templiers Sont Parmi Nous», onde ele se tinha esforçado por demonstrar que os Templários, prevendo a interdição da sua ordem, teriam escondido os seus imensos bens no castelo de Gisors, no Vexin. Numa tarde de Março de 1966, ele chegou a Carcassonne depois de uma paragem em Villarzel-du-Razès onde lhe teriam negado, dizia ele, o acesso à biblioteca do falecido padre Courtauly. De que vinha ele à procura? Segundo ele, o padre Courtauly, falecido em 1964, possuía obras raras, nomeadamente uma obra de Stüblein, «Pierres gravées du Languedoc» , indispensável a quem quer que tentasse penetrar no mistério de Rennes. Uma olhada na «Bibliographie de l'Aude», do padre Sabarthès: a obra em questão não figurava nem sob a assinatura de Stüblein, nem sob qualquer outra. Que livro seria este? O senhor de Sède possuía também fotocópias de dois documentos estranhos pela sua disposição e pela sua grafia: eram reproduções dos «pergaminhos» descobertos pelo padre Saunière aquando da demolição do altar-mor da sua igreja. Onde teria ele obtido os originais? Outro segredo. Aparentemente, o autor desta série de disparates tinha tentado imitar uma escrita da Idade Média. Mas a contrafacção era tão grosseira e tão inapropriada que um estudante de primeiro ano não a teria aceite sem exame. Foram submetidos à perspicácia do arquivista departamental cuja opinião foi prontamente sabida. O senhor de Sède procurava ainda duas publicações recentes: MÉTRAUX Maurice, «Les Blanquefort et les origines vikings, dites normandes, de la Guyenne sous la Féodalité», Bordéus, Imp. Samie, 21, Rue Teulère, 1964, brochura de 24 páginas com gravuras, e LOBINEAU Henry, «Généalogie des rois mérovingiens et origine des diverses familles françaises et étrangères de souche mérovingienne, d'après l'abbé Pichon, le docteur Hervé et les parchemins de l'abbé Saunière, de Rennes-le-Château (Aude)», in-fólio de 45 páginas, ilustrações a cores, esgotado, multigrafado, Genève, edição do autor, 22, Place du Mollard."
Descadeillas, após algumas indagações, conseguiu obter uma informação valiosa sobre estas obras: tanto a de Métraux como a de Lobineau figuravam no Catálogo Geral da Biblioteca Francesa. A obra do pseudo-Lobineau figurava neste catálogo porque foi depositada na Biblioteca Nacional por Pierre Plantard a 18 de Janeiro de 1964. Não satisfeito, Descadeillas pediu mais informações sobre a obra de Lobineau à Biblioteca Universitária de Genebra, bem com à Biblioteca Municipal da cidade: nem um sinal de uma obra com este título por Lobineau. A obra de Métraux, por outro lado, era bem real, mas era sobre a cidade Suíça de Blanquefort, e não tinha nada a ver com Rennes-le-Château. Faltava ainda determinar a origem da obra atribuída a Stüblein, Pierres gravées du Languedoc, que teria pertencido a um tal padre Courtauly, falecido em 1964. Vejamos o que diz Descadeillas:
"Faltava o «Pierres gravées du Languedoc», por Stüblein, do qual os papéis Lobineau nos davam um aperitivo. A obra permaneceu impossível de encontrar. Não voltámos a pensar no assunto e possivelmente nos teríamos esquecido dela se, no início de Setembro de 1966, o padre de Rennes-les-Bains não tivesse recebido de Paris, em sobrescrito lacrado, de um «termalista desconhecido», uma pequena brochura contendo fotocópias de gravuras parecidas às que figuravam no Lobineau com, à guisa de prefácio, algumas palavras do padre Courtauly . Este declarava em resumo «com o objectivo de ser útil aos pesquisadores» ter extraído da obra de Stüblein as gravuras que diziam respeito a Rennes-le-Château e a Rennes-les-Bains. A estranheza desta brochura, a sua total falta de autenticidade, os propósitos atribuídos ao padre defunto e incapaz de protestar, reforçaram ainda mais a suspeição que tínhamos sobre esta literatura. (...) As «Pierres gravées du Languedoc» são então um mito e, não hesitamos em afirmá-lo, a pequena brochura de extractos fotocopiados imputada ao padre Courtauly que nunca se interessou por arqueologia, é uma falsificação. Como são falsas as reproduções que ela contém: pedras ou lajes contendo sinais cabalísticos, a cabeça esculpida do presbitério de Rennes-les-Bains travestida em Dagoberto, os quadrados mágicos ou ditos mágicos e «tutti quanti». Mas porquê utilizar o nome do padre Courtauly? Porquê escolher este padre de preferência a outro qualquer? Porquê misturá-lo nestas efabulações, neste esoterismo primário? Prestar-se-ia a uma exploração ultrajosa dos seus feitos e gestos? Nada que se pareça: o padre Courtauly permaneceu toda a sua vida o bom e modesto padre de aldeia que ele sempre quis ser, não tendo outra preocupação senão as suas «ovelhas» e as suas homilias dominicais."
As interrogações de Descadeillas são pertinentes. De onde surgira o interesse de Plantard pelo padre Joseph Courtauly (1890-1964)? O historiador de Carcassonne levanta, finalmente, a ponta do véu, ao falar sobre as “expedições culturais” de Plantard ao Languedoc, altura em que este teria conhecido o padre Courtauly nas termas de Rennes-les-Bains:
"Como teria este bom e velho padre acabado por ter o seu nome associado a estas efabulações aberrantes? Por que surpreendente concurso de circunstâncias? Ainda nos perguntaríamos se não tivéssemos sabido que nos seus últimos anos de vida, quando  estava a banhos em Rennes-les-Bains, ele encontrava frequentemente uma curiosa personagem que começava a ser costume ver por estas paragens desde o final dos anos cinquenta. Ele morava em Paris. Não tinha ligações à região nem relações conhecidas. Era um indivíduo difícil de definir, apagado, secreto, cauteloso, não desprovido de uma eloquência que aqueles que o interpelaram diziam ser imbatível. Ele não seguia um tratamento médico regular. Assim questionava-se sobre as razões das suas aparições repetidas, porque ele vinha mesmo no Inverno. Igualmente, conjecturava-se sobre o interesse que despertavam nele as curiosidades naturais ou arqueológicas, porque não se tratava de um intelectual. Ele intrigava as gentes pela estranheza das suas atitudes: ele ia, calcorreando a região, inquirindo sobre a origem das propriedades, deitando de preferência o olho a matagais ou terras abandonadas que não interessavam a ninguém. Que queria ele fazer? Desbravar estas terras desoladas e nelas lançar a charrua? Vocação bem tardia: ele já não era novo. (...) As suas idas e vindas, as questões que ele colocava a uns e a outros não podiam ficar sem eco. Tinham-no por um maníaco e alguns possivelmente riam mesmo dele sem suspeitarem de que o homem usava todos os estratagemas para constituir um dossiê onde os acontecimentos banais, os pequenos factos, tomavam proporções inesperadas, onde reflexões sem interesse, apreciações precipitadamente feitas, palavras no ar adquiriam tanto mais relevo quanto ele as colocava na boca de pessoas respeitáveis e estimadas pela sua sabedoria, mas talvez enfraquecidas pela idade. Ele não temia em atribuir-lhes declarações que gravava num gravador de cassetes, onde é possível, como se sabe, a quem quer que seja debitar uma história qualquer. Assim atribuiu ele ao padre Courtauly propósitos extravagantes que não concordam nem com a vida nem com o carácter deste padre. Neste ponto, aqueles que conheceram e privaram com o padre são formais. Posto isto, damo-nos conta, pelo próprio jogo das concordâncias, que a mesma personagem era o autor dos papéis Lobineau. Provavelmente estaremos perante um paranóico porque ele próprio inscreveu o seu nome em bom lugar na pretensa descendência do rei Dagoberto II."
Descadeillas não refere o nome de Plantard, e a razão é simples: escrevendo no início dos anos setenta, precisamente no auge da mistificação do Priorado, o historiador não desejara meter-se em problemas citando o nome de Plantard, mas é evidente que é deste que se trata, porque Plantard apresentava-se como "Pierre Plantard de Saint-Clair, descendente de Dagoberto II", por via de uma linhagem dinástica falsificada que principiava no lendário príncipe merovíngio Segisberto IV (século VII).

## Revisão do Mito
Em 1989, Pierre Plantard, desgastado pela progressiva divulgação em França da natureza fraudulenta da sua criação, decidiu negar a teoria de que o Priorado de Sião dataria de 1099 e teria sido fundado por Godofredo de Bulhão, mudando a data de fundação para o dia 17 de Janeiro de 1681. Segundo esta nova versão de Plantard, o Priorado teria sido criado nesta data, em Rennes-le-Château, por Jean-Timoleon Negri d'Ables.

### Confissão da fraude
Pierre Plantard confessou perante a Justiça Francesa em 1993 (mais concretamente, ao juiz Thierry-Jean Pierre, no âmbito do processo Roger-Patrice Pelat) ter criado esta sociedade com o objetivo de o legitimar para o trono de França como descendente Merovíngio.

### A exportação da fraude
Em 1982, Lincoln, Baigent e Leigh, aproveitando a sugestão de Plantard e Chérisey de que os Merovíngios descenderiam da Casa de David, fariam com a sua obra O Santo Graal e a Linhagem Sagrada, a sugestão hipotética de que estes monarcas descenderiam de Jesus Cristo. Ao saber desta hipótese, Plantard rejeitou-a publicamente na comunicação social francesa, afirmando que os anglo-saxónicos se estavam a aproveitar das suas teorias.
Numerosos autores acrescentaram detalhes a este mito moderno, mesmo após a revisão do mito em 1989 e a confissão de Plantard em 1993, criando um entrecruzamento sem fim de teorias e contra-teorias. Umberto Eco, na sua novela de 1988 o Pêndulo de Foucault, satirizou o sistema de associação sem provas que constitui o fundamento da pretensa sociedade secreta, e de modo geral, a forma de fazer pseudo-história que pode ser encontrada em tantas obras que se inspiraram na fraude do Priorado e nas teorias de Lincoln, Baigent e Leigh.

## Estrutura

### O Priorado e os Templários
Segundo Plantard, os Cavaleiros Templários e o Priorado de Sião seriam duas facetas de uma mesma organização: a primeira pública e a última secreta. Plantard afirmava que a Igreja Católica tinha traído os Merovíngios ao legitimar a dinastia carolíngia. Segundo Plantard, o Priorado teria como missão proteger os descendentes da dinastia merovíngia, organizando-se contra a Igreja Católica:
"… os descendentes merovíngios estiveram sempre na base de todas as heresias, desde o arianismo, passando pelos cátaros e pelos templários até à franco-maçonaria. Com o nascimento do protestantismo, Mazarin em Julho de 1659 fez destruir o seu [dos descendentes merovíngios] castelo de Barberie que datava do século XII (Nièvre, França). Esta casa não tem gerado através dos séculos senão agitadores secretos contra a Igreja…"
Segundo Plantard, em 1188 o Priorado de Sião ter-se-ia separado dos Templários, passando a operar às escondidas (Plantard chamou a esta separação "corte do olmo"), tornando-se uma "sociedade secreta" da elite, enquanto os Templários foram violentamente atacados pelo rei francês Filipe IV, o Belo e pelo Papa Clemente V. Em 13 de Outubro de 1307, Filipe IV ordenou a prisão de todos os Cavaleiros Templários. Este evento deu origem à superstição do azar nas sextas-feiras 13. Uma lenda diz que na noite anterior à detenção, um número desconhecido de Cavaleiros teria partido de França com dezoito navios carregados com o lendário tesouro da Ordem. Uma parte desses navios teria aportado na Escócia e os Templários ter-se-iam fundido noutros movimentos, fazendo sobreviver as seus ideais ao longo dos séculos seguintes.

### A Abadia de Nossa Senhora do Monte Sião
Plantard tinha várias razões para escolher o nome "Priorado de Sião" para a sua organização. O seu fascínio pelo esoterista Paul Lecour, fundador do movimento Atlantis, fizera-o entusiasmar-se pela sugestão de Lecour, que recomendara que a juventude cristã francesa rejuvenescesse os ideais da Cavalaria, fundando "priorados" regionais. Perto da casa de Plantard, em Annemasse, ficava a colina do Monte-Sião, o que explica que Plantard chamasse ao seu priorado o "Priorado de Sião". Mas Plantard sabia que, escolhendo este nome, também ganharia a vantagem de poder aproveitar a história de organizações mais antigas.
Plantard escolheu datar a fundação do seu Priorado de Sião em 1099, na Terra Santa, porque se inspirara na Abadia de Nossa Senhora do Monte Sião, uma congregação monacal do século XI.
Diz o investigador francês Pierre Jarnac que a Abadia de Nossa Senhora de Monte Sião, fundada em Jerusalém por Godofredo de Bulhão em 1099, tinha a sua residência de S. Leonardo na cidade de S. João de Acre. Em 1149, aquando do regresso da Cruzada, o rei Luís VII trouxe consigo alguns monges da Abadia do Monte Sião, que se fixaram no priorado de Saint-Samson de Orleães, propriedade da casa de Jerusalém. Esta doação foi confirmada pelo Papa Adriano em 1158. Contudo, na Terra Santa, a Abadia subsistiria por pouco mais de um século, porque uma acta de 1281 dá conta da existência de apenas dois religiosos de coro, que passariam a apenas um, em 1289. Adão, falecido no início de 1291, foi o último abade da Abadia de Nossa Senhora do Monte Sião em S. Leonardo de Acre. Neste ano, os Muçulmanos tomaram Acre aos Cruzados, o que deixou os religiosos de Monte Sião numa situação frágil. Os últimos monges que restava na Abadia mudaram-se para a Sicília, a convite do conde Roger e da sua mulher, a princesa Adelásia, ficando a residir em Saint-Esprit, perto de Catalanizetta.
Na história desta pequena abadia, nada existe que a relacione com Maria Madalena ou com os Templários, conforme tem sido sugerido pela recente literatura sensacionalista. Plantard simplesmente resgatou alguns dados da história desta pequena abadia para tentar dar mais consistência história.

## O Grão-Mestre

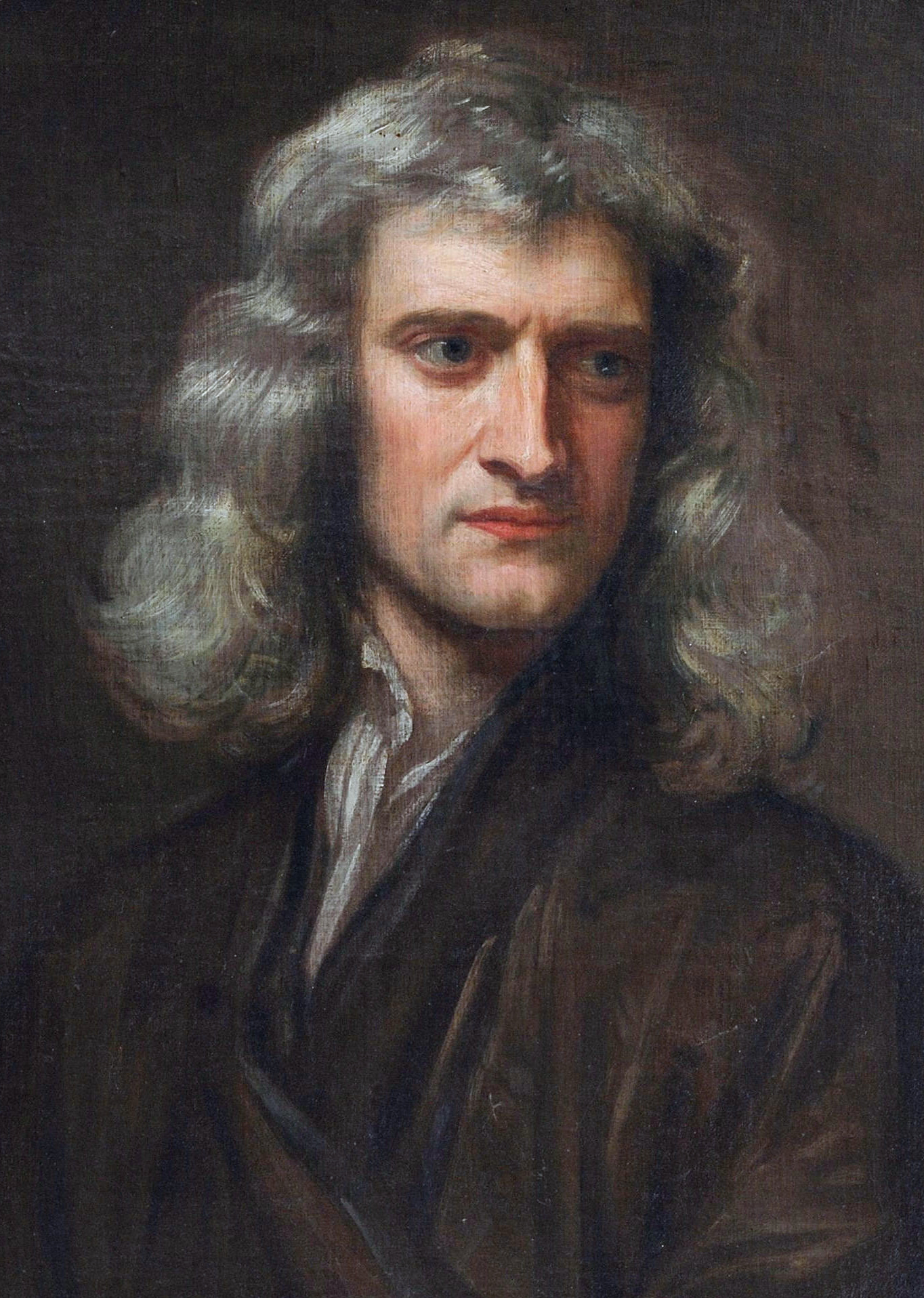
Sir Isaac Newton, acusado por Plantard de ser o 19.º Grão-Mestre.

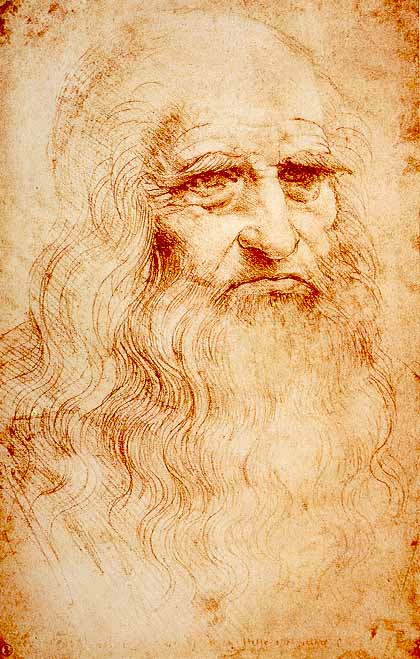
Leonardo da Vinci, alegado 12.ª Grão-Mestre do Priorado de Sião.

O Priorado de Sião era encabeçado por um Nautonnier, palavra francesa equivalente a Grão-Mestre na língua portuguesa. Outro fato polêmico referente ao Priorado de Sião era a sua liderança, que segundo Plantard seria conferida a grandes nomes da ciência e da cultura mundial. A lista mais provável dos líderes do Priorado de Sião, publicada por Plantard no documento Dossiers Secrets d'Henri Lobineau em 1967, é a seguinte:
1. Jean de Gisors (1188–1220)
2. Marie de Saint-Clair (1220–1266)
3. Guillaume de Gisors (1266–1307)
4. Eduardo I de Bar (1307–1336)
5. Joana de Bar (1336–1351)
6. Jean de Saint-Clair (1351–1366)
7. Branca de Évreux (1366–1398)
8. Nicolas Flamel (1398–1418)
9. Renato d'Anjou (1418–1480)
10. Iolanda de Bar (1480–1483)
11. Sandro Botticelli (1483–1510)
12. Leonardo da Vinci (1510–1519)
13. Carlos III, Duque de Bourbon (1519–1527)
14. Ferrante I Gonzaga (1527–1575)
15. Luís de Nevers (1575–1595)
16. Robert Fludd (1595–1637)
17. Johann Valentin Andrea (1637–1654)
18. Robert Boyle (1654–1691)
19. Sir Isaac Newton (1691–1727)
20. Charles Radclyffe (1727–1746)
21. Príncipe Carlos de Lorena (1746–1780)
22. Arquiduque Maximiliano Francisco da Áustria (1780–1801)
23. Charles Nodier (1801–1844)
24. Victor Hugo (1844–1885)
25. Claude Debussy (1885–1918)
26. Jean Cocteau (1918–1963)

Um documento posterior chamado Le Cercle d'Ulysse identifica François Ducaud-Bourget, um padre católico tradicionalista que Plantard havia caracterizado como o Grão-Mestre após a morte de Cocteau. Plantard é posteriormente identificado como o próximo Grão-Mestre.
Quando os supostos segredos da sociedade foram tidos como uma conspiração por pesquisadores franceses, Plantard manteve o silêncio. Durante a sua tentativa de recriar o Priorado de Sião em 1989, Plantard procurou distanciar-se da primeira lista de Grãos-Mestres e publicou uma segunda suposta lista de Mestres:
1. Jean-Tim Negri d'Albes (1681–1703)
2. François d'Hautpoul (1703–1726)
3. André Hercule de Fleury (1726–1766)
4. Príncipe Carlos de Lorena (1766–1780)
5. Arquiduque Maximiliano Francisco da Áustria (1780–1801)
6. Charles Nodier (1801–1844)
7. Victor Hugo (1844–1885)
8. Claude Debussy (1885–1918)
9. Jean Cocteau (1918–1963)
10. François Balphangon (1963–1969)
11. John Drick (1969–1981)
12. Pierre Plantard (1981)
13. Philippe de Chérisey (1984–1985)
14. Roger-Patrice Pelat (1985–1989)
15. Pierre Plantard (1989)
16. Thomas Plantard de Saint-Clair (1989)

Em 1993, Plantard reconheceu que ambas as listas eram fraudulentas quando foi investigado por um juiz durante o Caso Pelat.

## Na literatura
O Código da Vinci, o romance mais popular de 2004, e os seus predecessores O Segredo dos Templários de Lynn Picknett e Clive Prince, e O Santo Graal e a Linhagem Sagrada, de Henry Lincoln, Michael Baigent e Richard Leigh, retomam todos esses temas e constroem teorias de especulação histórica. Estas obras, apesar de populares, têm gerado fortes críticas negativas por parte dos meios académicos. Porém há relatos e provas históricas de que o Priorado de Sião era uma sociedade secreta e que não possuía documentos efetivos de sua existência. A teoria de Michael Baigent engloba vários fatos comprovados historicamente.